# Michelle Martin (Straftäterin)
Michelle Martin (* 15. Januar 1960 in Waterloo) ist eine belgische Straftäterin. Sie ist die Komplizin und Exfrau des Sexualstraftäters und Mörders Marc Dutroux.

## Leben
Michelle Martin ist eine ehemalige Lehrerin. Sie und Marc Dutroux haben drei gemeinsame Kinder. 2003 ließ sich Michelle Martin von Marc Dutroux scheiden.
Während Marc Dutroux eine Strafe verbüßte, sollte sich Michelle Martin um die „Pflege“ der beiden Mädchen Julie und Melissa kümmern, diese waren von Martin und Dutroux entführt und missbraucht worden. Michelle ließ die Mädchen jedoch verhungern, als Begründung dafür gab sie an, dass ihr Julie und Melissa „wie wilde Tiere“ vorgekommen seien, „die mich angreifen würden“: „Ich hatte so große Furcht, dass ich die Kellertreppe auf allen Vieren rückwärts hinabgestiegen bin“.
1986 wurden Michelle Martin und Marc Dutroux wegen Entführung und Missbrauchs von fünf „jungen Frauen zwischen zwölf und 19“ verhaftet; 1996 wurde das Ehepaar erneut verhaftet. Martin wurde als Mittäterin ihres Ehemannes Marc Dutroux verurteilt. Sie hatte das Auto gefahren, mit dem das Ehepaar auf „Kinderjagd“ gegangen war. Die Verteidigung hatte sie vor Gericht als willenloses Werkzeug ihres gewalttätigen Mannes dargestellt. Das Gericht sah jedoch ihre Mitschuld an den Verbrechen ihres Mannes, insbesondere wurde ihr der Hungertod der beiden Mädchen Mélissa Russo und Julie Lejeune schwer zur Last gelegt. Sie wurde zu 30 Jahren Zuchthaus verurteilt.
Ende Juli 2012 entschied die belgische Justiz, Michelle Martin wegen guter Führung auf Bewährung und unter Auflagen vorzeitig nach 16 Jahren freizulassen. Die belgische Justiz genehmigte einen Resozialisierungsplan, der Michelle Martins Aufnahme in einem Kloster der Armen Schwestern der heiligen Klara von Assisi in Malonne bei Namur vorsah – ohne dass sie selbst Nonne wird. Sie darf sich zudem den Familien der Opfer nicht nähern, und sie muss sich einer Psychotherapie unterziehen. Die Staatsanwaltschaft und einige Angehörige von Dutroux-Opfern legten vor dem Kassationshof Einspruch gegen die Entscheidung ein. Der Kassationshof in Brüssel wies die Einsprüche am 28. August 2012 als unbegründet zurück, es sei zu keinen Verfahrensfehlern seitens des Strafvollstreckungsgerichts gekommen. Noch im Gerichtssaal protestierten aufgebrachte Angehörige der Opfer und deren Unterstützer. Der Vater eines der ermordeten Mädchen, Jean-Denis Lejeune, dessen damals achtjährige Tochter Julie 1996 im Kellerverlies verhungert war, sprach davon, dass „ein Monster an die Öffentlichkeit“ und eine Wiederholungstäterin entlassen werde. Michelle Martin kam gleichentags frei und fand sich in dem Klarissenkloster in Malonne bei Namur ein. Wegen Nachwuchsmangels wollten die Nonnen das Kloster bis spätestens 2015 aufgeben und nach Woluwe nahe Brüssel übersiedeln. Für Martin war der Umzug dorthin nicht möglich. Somit ergab sich die Notwendigkeit, eine neue Unterkunft für sie zu finden, da ansonsten eine der Voraussetzungen für ihre vorzeitige Entlassung nicht mehr erfüllt gewesen wäre. 2014 wurde ihr gestattet, ihren Wohnort frei zu wählen, sie durfte Belgien allerdings nicht verlassen. 2022 wurden die Auflagen aufgehoben, womit Martin ihre vollständige Freiheit wiedererlangte.

## Sonstiges
In Kristien Hemmerechts’ Roman Die Frau, die den Hunden Futter gab (Anfang 2014) trägt die Hauptfigur, deren Seelendiagramm in dem Buch offengelegt wird, deutlich Züge von Michelle Martin. Hemmerechts hatte sich bereits 2007 in dem Stimmungspanorama „Im Land von Dutroux“ literarisch mit dem Fall befasst. Paul Marchal, der Vater eines von Dutroux ermordeten Mädchens, kritisierte das Buch, da es Gefühle verletze.